# Meistriliiga 2013
La Meistriliiga 2013 fu la 23ª edizione della massima serie del campionato di calcio estone disputata tra il 3 marzo e il 9 novembre 2013 e conclusa con la vittoria del Levadia Tallinn, al suo ottavo titolo.
Capocannoniere del torneo fu Vladimir Voskoboinikov con 23 reti.

## Formula
Le 10 squadre partecipanti si affrontano in un doppio girone di andata e ritorno, per un totale di 36 giornate.

La squadra campione di Estonia ha il diritto a partecipare alla UEFA Champions League 2014-2015 partendo dal secondo turno preliminare.

Le squadre classificate al secondo e terzo posto sono ammesse alla UEFA Europa League 2014-2015 partendo dal primo turno preliminare.

La vincitrice della Coppa nazionale è ammessa alla UEFA Europa League 2014-2015 partendo dal secondo turno preliminare.

L'ultima classificata è retrocessa direttamente in Esiliiga, mentre la penultima disputa uno spareggio contro la seconda classificata della Esiliiga per la permanenza in Meistriliiga.

## Squadre Partecipanti
La squadra Tammeka Tartu, retrocessa nel campionato precedente, viene riammessa a causa dello scioglimento della squadra Viljandi. La squadra promossa invece dall' Esiliiga 2012 è l'Infonet.
| Club            | Città      | Stadio                   | Posizione 2012       |
| --------------- | ---------- | ------------------------ | -------------------- |
| Flora Tallinn   | Tallinn    | A. Le Coq Arena          | 3º posto             |
| Infonet         | Tallinn    | Sportland Arena          | 1º posto in Esiliiga |
| Kalev Sillamäe  | Sillamäe   | Stadio Kalevi            | 5º posto             |
| Kalev Tallinn   | Tallinn    | Kalevi Keskstaadion      | 9º posto             |
| Kalju Nõmme     | Tallinn    | Stadio Hiiu              | Campione             |
| Kuressaare      | Kuressaare | Kuressaare linnastaadion | 7º posto             |
| Levadia Tallinn | Tallinn    | Stadio Kadrioru          | 2º posto             |
| Paide           | Paide      | Stadio Ühisgümnaasiumi   | 6º posto             |
| Tammeka Tartu   | Tartu      | Stadio Tamme             | 10º posto            |
| Trans Narva     | Narva      | Stadio Kreenholmi        | 4º posto             |

## Classifica
|                    | Pos. | Squadra         | Pt | G  | V  | N | P  | GF | GS | DR  |
| ------------------ | ---- | --------------- | -- | -- | -- | - | -- | -- | -- | --- |
| Estonia (bandiera) | 1.   | Levadia Tallinn | 91 | 36 | 30 | 1 | 5  | 69 | 24 | +45 |
|                    | 2.   | Kalju Nõmme     | 84 | 36 | 26 | 6 | 4  | 78 | 23 | +55 |
|                    | 3.   | Kalev Sillamäe  | 75 | 36 | 23 | 6 | 7  | 75 | 22 | +53 |
|                    | 4.   | Flora Tallinn   | 68 | 36 | 21 | 5 | 10 | 83 | 40 | +43 |
|                    | 5.   | Paide           | 47 | 36 | 15 | 2 | 19 | 43 | 58 | -15 |
|                    | 6.   | Infonet         | 38 | 36 | 10 | 8 | 18 | 36 | 56 | -20 |
|                    | 7.   | Trans Narva     | 36 | 36 | 11 | 3 | 22 | 39 | 55 | -16 |
|                    | 8.   | Kalev Tallinn   | 34 | 36 | 10 | 4 | 22 | 35 | 77 | -42 |
|                    | 9.   | Tammeka Tartu   | 32 | 36 | 8  | 8 | 20 | 30 | 68 | -38 |
|                    | 10.  | Kuressaare      | 11 | 36 | 2  | 5 | 29 | 22 | 87 | -65 |

Legenda:

      Campione d'Estonia  e ammessa alla UEFA Champions League 2014-2015

      Ammesse alla UEFA Europa League 2014-2015

      Ammessa allo spareggio promozione-retrocessione

      Retrocessa in Esiliiga 2014

## Risultati
|                 | Flo     | Inf     | KlS     | KlT     | Klj     | Kur     | Lev     | Pai     | Tam     | Tra     |
| --------------- | ------- | ------- | ------- | ------- | ------- | ------- | ------- | ------- | ------- | ------- |
| Flora Tallinn   | ––––    | 1-1 2-3 | 3-0 0-3 | 4-1 5-0 | 1-0 0-3 | 6-0 4-0 | 0-3 1-2 | 1-0 0-0 | 2-0 2-2 | 1-0 2-0 |
| Infonet         | 0-2 1-2 | ––––    | 0-1 1-0 | 2-0 0-1 | 0-3 1-1 | 0-0 1-1 | 0-1 0-3 | 1-2     | 0-0 3-1 | 1-0 3-2 |
| Kalev Sillamäe  | 2-1     | 3-0 2-0 | ––––    | 0-0 2-0 | 1-1     | 4-0 2-0 | 2-0 1-2 | 3-0 3-1 | 1-1 6-0 | 3-2 2-1 |
| Kalev Tallinn   | 2-4 1-1 | 1-4 3-1 | 1-0 0-9 | ––––    | 1-3 1-1 | 1-0 3-1 | 0-1 1-4 | 1-0 1-2 | 0-2 2-1 | 1-2 0-4 |
| Kalju Nõmme     | 4-3 2-2 | 2-0 5-0 | 0-0 1-0 | 2-0 4-2 | ––––    | 2-1 4-0 | 1-0 2-1 | 1-0 2-0 | 2-0 3-0 | 4-0 3-1 |
| Kuressaare      | 2-4 0-1 | 1-1 0-3 | 1-4 0-5 | 1-3 1-4 | 0-1 0-4 | ––––    | 0-1 2-4 | 0-1 1-2 | 0-0     | 2-0 1-0 |
| Levadia Tallinn | 1-0 3-1 | 2-1 3-0 | 0-0 1-0 | 1-0 5-0 | 1-0 2-1 | 2-1     | ––––    | 1-0     | 3-1 2-0 | 3-0 2-1 |
| Paide           | 0-6 0-5 | 4-0 2-0 | 2-1 0-3 | 2-1 1-0 | 2-3 0-4 | 3-0 4-1 | 3-4 1-3 | ––––    | 6-2 1-2 | 0-1 0-3 |
| Tammeka Tartu   | 1-4 0-4 | 0-3 1-1 | 0-2 0-3 | 3-0 0-1 | 0-3     | 3-1 3-2 | 2-1 0-2 | 0-1 0-0 | ––––    | 1-1 1-2 |
| Trans Narva     | 0-3 1-4 | 1-1 1-2 | 1-2 0-2 | 1-1 3-1 | 2-0 0-2 | 2-0 3-1 | 1-0 0-2 | 0-1 2-0 | 1-2 0-1 | ––––    |

### Spareggio promozione-retrocessione
|                | Risultati |                | Luogo e data              |  |
| -------------- | --------- | -------------- | ------------------------- |  |
| Tarvas Rakvere | 1 - 2     | Tammeka Tartu  | Rakvere, 17 novembre 2013 |  |
| Tammeka Tartu  | 4 - 1     | Tarvas Rakvere | Tartu, 23 novembre 2013   |  |
|                |           |                |                           |  |

Il  Tammeka Tartu mantiene il posto in Meistriliiga.

## Classifica Marcatori
| Gol |  |  | Giocatore              | Squadra         |
| --- |  |  | ---------------------- | --------------- |
| 23  |  |  | Vladimir Voskoboinikov | Kalju Nõmme     |
| 22  |  |  | Rimo Hunt              | Levadia Tallinn |
| 17  |  |  | Kassim Aidara          | Kalev Sillamäe  |
| 16  |  |  | Albert Prosa           | Flora Tallinn   |
| 16  |  |  | Vjatšeslav Zahovaiko   | Kalev Sillamäe  |
| 15  |  |  | Hidetoshi Wakui        | Kalju Nõmme     |
| 14  |  |  | Sander Post            | Flora Tallinn   |
| 11  |  |  | Tarmo Neemelo          | Kalju Nõmme     |
| 10  |  |  | Evgeny Kabaev          | Kalev Sillamäe  |
| 9   |  |  | Rauno Alliku           | Flora Tallinn   |
| 9   |  |  | Nikolai Mashichev      | Kalev Sillamäe  |
| 9   |  |  | Artur Rättel           | Levadia Tallinn |

## Verdetti
- Campione dell'Estonia:  Levadia Tallinn
- In UEFA Champions League 2014-2015:  Levadia Tallinn (al primo turno di qualificazione)
- In UEFA Europa League 2014-2015:  Kalju Nõmme e  Kalev Sillamäe (al primo turno di qualificazione)
- Retrocessa in Esiliiga:  Kuressaare